# Polygala decipiens
Polygala decipiens là một loài thực vật có hoa trong họ Polygalaceae. Loài này được Besser miêu tả khoa học đầu tiên.